# Attingitoio
In archeologia, un attingitoio  è un recipiente simile a un mestolo o un secchio dotato di un manico, che veniva utilizzato per attingere l'acqua o altri liquidi.
Il termine è particolarmente impiegato per riferirsi a utensili dell'età neolitica, come quelli ritrovati nei siti archeologici di Chassey-le-Camp e di Thapsos, ma anche a utensili impiegati nell'antica Grecia (con un uso più generico dei termini ciato e kyathos) e nell'Antica Roma (per indicare ad esempio il simpulum).
Numerosi attingitoi si ritrovano nei musei di tutto il mondo.

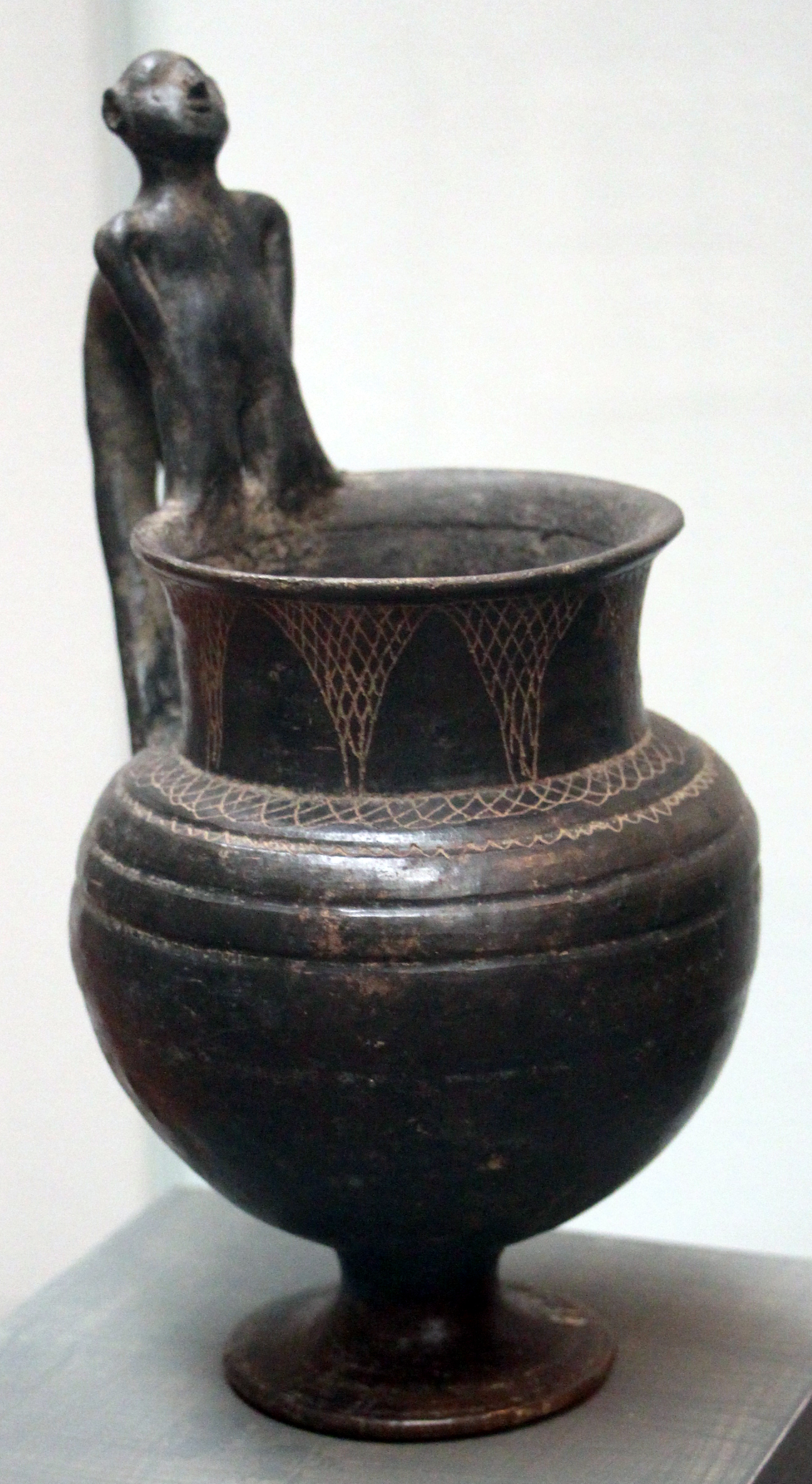
Attingitoio etrusco, con manico a forma umana, del 610-590 a.C. circa, proveniente da Pitigliano, Valle Rodeta. Coll. Museo archeologico di Firenze
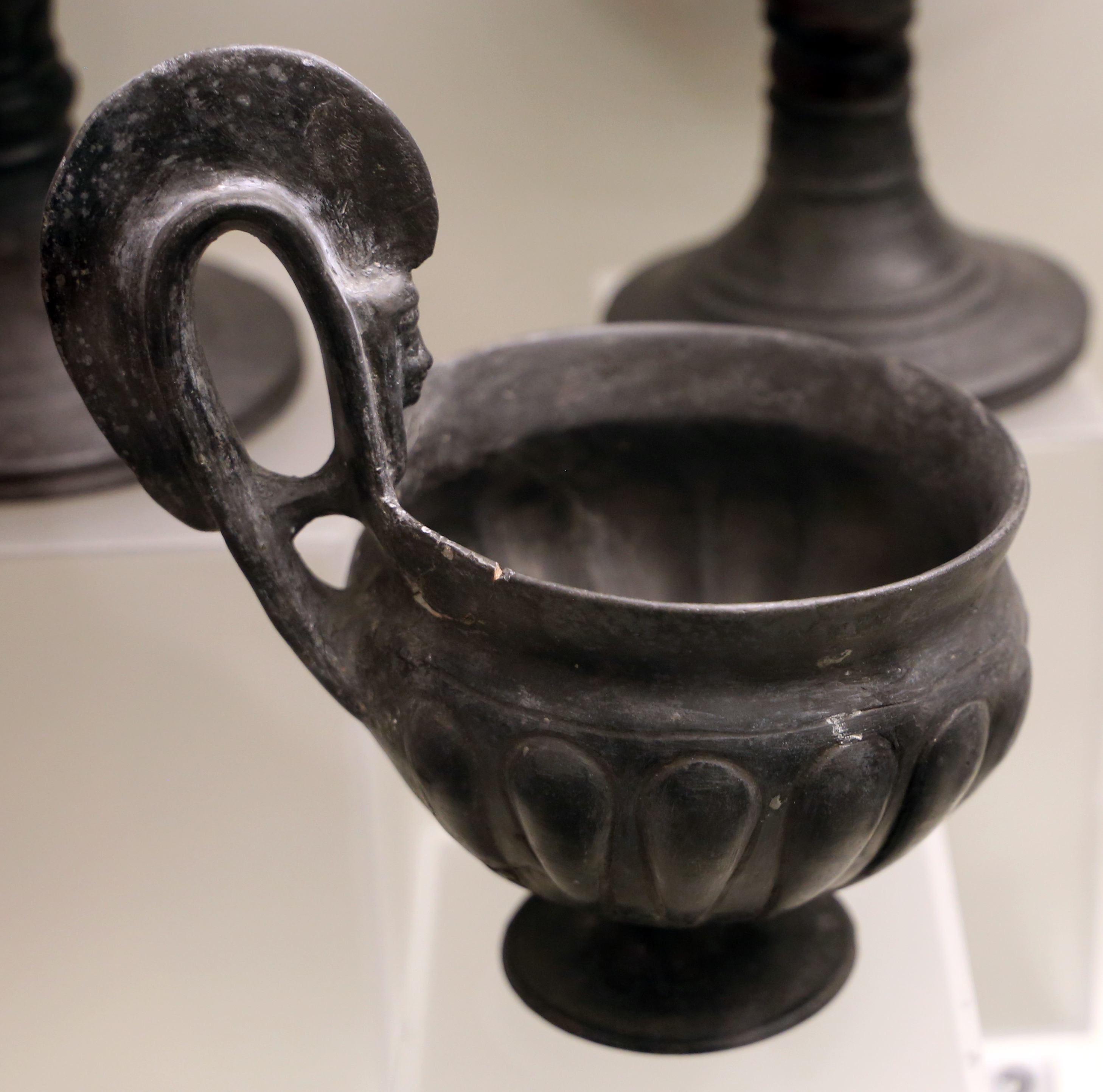
Attingitoio in bucchero, del 600-550 a.C. circa, conservato al Museo nazionale etrusco di Villa Giulia
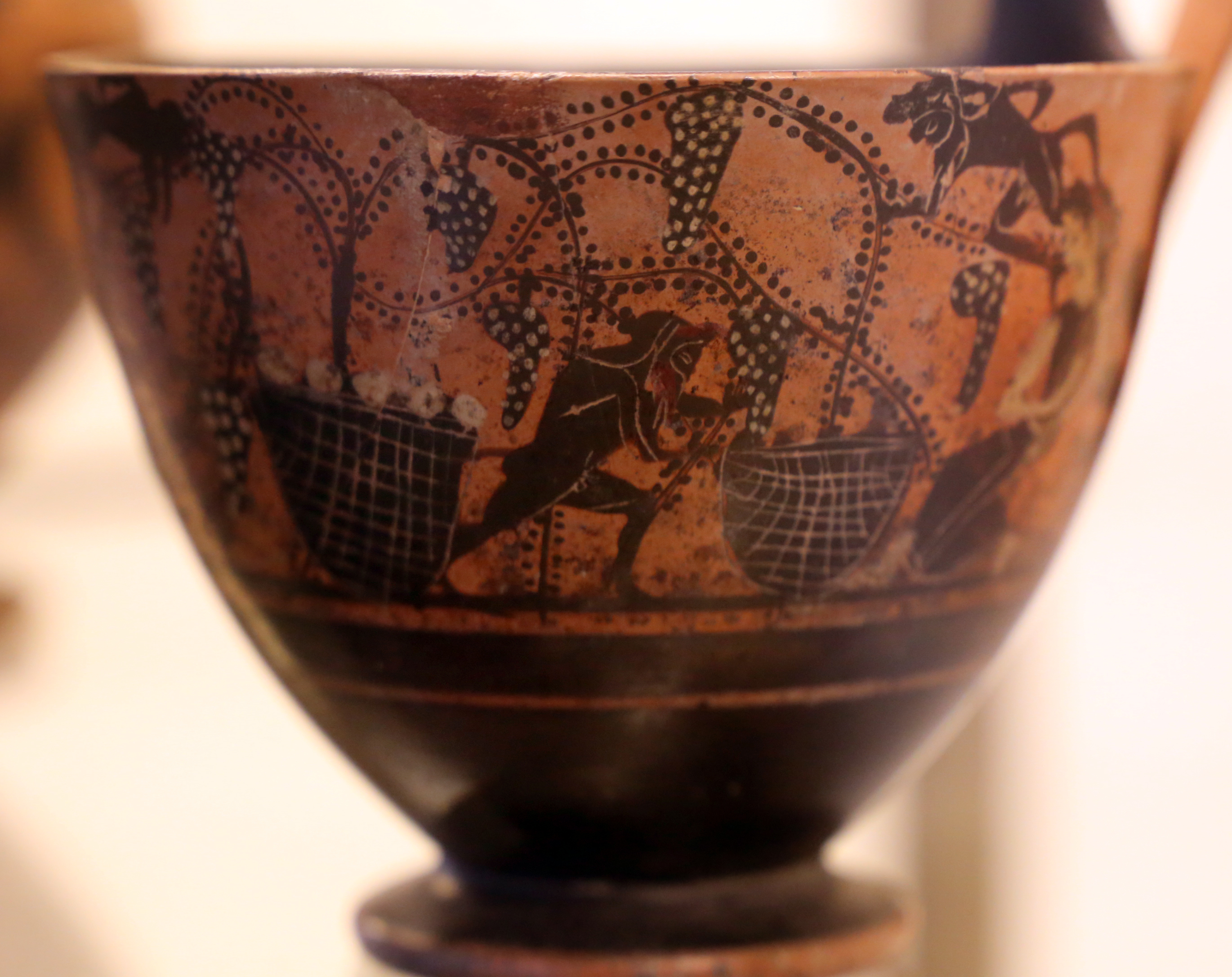
Attingitoio greco con sileni che vendemmiano, coll. Museo nazionale cerite